# Michel Dumoulin
Michel Dumoulin (* 2. Oktober 1950 in Uccle) ist ein belgischer Historiker und Hochschullehrer an der französischsprachigen Katholischen Universität Louvain.
Dumoulin promovierte 1981 an der Universität Löwen und lehrte dort als Professor für Zeitgeschichte. Sein Interesse galt besonders dem belgischen Imperialismus im Kongo und der europäischen Integration. Er leitete das Institut d’études européennes (1994–2004), die Direktion im belgischen Institut historique in Rom (2001–2009) und das Centre d'étude d'histoire de l'Europe contemporaine in Louvain (CEHEC 1987 bis 2012).
Er war ab 2008 Mitglied im Wissenschaftlichen Beirat für das Haus der Europäischen Geschichte.

## Schriften (Auswahl)
- L’Europe aux concours. Institutions politiques, La Documentation Française, 2019, ISBN 978-2111459069.
- Hrsg. mit Anne-Sophie Gijs, Pierre-Luc Plasman et al.: Du Congo belge à la République du Congo: 1955–1965 (= Outre-Mars, Band 1), Peter Lang, Frankfurt am Main 2012, ISBN 978-90-5201-841-6.
- The European Commission, 1958–72. History and memories, Luxemburg 2007.
- Nouvelle histoire de Belgique 1950–1970. L’union fait-elle toujours la force ? , 2010, ISBN  978-2871064800.
- Hrsg.: Nouvelle Histoire de Belgique 1905–1950, 2005, ISBN 978-2804800789.
- Spaak, Brüssel 1999, ISBN 978-2873861629.
- Plans des temps de guerre pour l’Europe d’après-guerre 1940–1947. actes du colloque de Bruxelles 12–14 Mai 1993, Nomos, Baden-Baden 1995.
- La Ligue Européenne de Coopération Économique (1946–1981), Lang, Frankfurt am Main 1993.